# Eva – ganz mein Fall
Eva – ganz mein Fall ist eine deutsche TV-Serie des ZDF aus dem Jahre 2002 in Anlehnung an die US-amerikanische Fernsehserie Ally McBeal.

## Handlung
Die 25-jährige hübsche Anwältin Eva Sander arbeitet nach ihrem abgeschlossenen Jurastudium als Referendarin in der Kanzlei „Hardenberg & Hardenberg“. In außergewöhnlichen Fällen setzt sie mit viel Einfallsreichtum die Gerechtigkeit vor Gericht durch. Sie verliebt sich am Ende in einen adretten jungen Mann. Ihr Großvater Hubertus Sander (65 Jahre alt) und ihre Freundin Rosl Gstettenbauer stehen ihr dabei hilfreich zur Seite. Doch ihre ehrgeizige Konkurrentin Sue Young macht es ihr nicht leicht. Die Sekretärin Audette Mende kennt jedes Geheimnis der Firma und Mitarbeiter und lässt ab und zu eine Information fallen, die einen Stein ins Rollen bringt. Nach diversen Intrigen zwischen den Angestellten endet die Serie mit einem Happy End.

## Sonstiges
Die Serie bekam am 20. August 2002 von den Zuschauern eine Einschaltquote von 4,07 Millionen und einem Marktanteil von 15,7 %.